# Канела (язык)
Канела (Canela, Kanela) — индейский язык, относящийся к подсемье языковой семьи макро-же, который также  - один из диалектов языка тимбира, на котором говорят на юго-востоке муниципалитета Пара штата Мараньян в Бразилии. У канела существуют диалекты апанжекра (апаниекра, апаньекра) и рамкокамекра. Менее 10% говорят на португальском языке.